# L'Émancipation à La Réunion
L'Émancipation à La Réunion ("L'emancipazione alla Riunione") è un quadro dipinto dal pittore francese Alphonse Garreau nel 1849. Quest'olio su tela ritrae Joseph Napoléon Sébastien Sarda Garriga che proclama l'abolizione della schiavitù nell'isola della Riunione, il 20 dicembre del 1848. È conservato al musée du Quai Branly - Jacques Chirac, a Parigi.

## Descrizione
Il quadro è una raffigurazione eroica e allegorica del 20 dicembre del 1848, quando entrò in vigore alla Riunione il decreto che aboliva la schiavitù del 27 aprile del 1848. Nella mano destra Sarda Garriga impugna la dichiarazione di abolizione della schiavitù. Rivolgendosi agli abitanti neri della Riunione, Sarda Garriga indica con la mano sinistra gli strumenti adoperati dagli schiavi nelle piantagioni. Dietro di lui si trova un busto della personificazione della Repubblica con la parola Liberté ("Libertà") incisa al di sotto, oltre a un bassorilievo che ritrae una bilancia. A destra si trovano degli alveari dai quali escono delle api, mentre sullo sfondo si trova uno zuccherificio.
(Proclamazione dell'abolizione dello schiavismo alla Riunione, annunciata da Joseph Garriga, il 20 dicembre del 1848)